# Lucien Rebuffic
Lucien Rebuffic (Bois-Colombes, 22 de diciembre de 1924 - Caen, 4 de enero de 1997) fue un jugador de baloncesto francés. Fue medalla de plata con Francia en los Juegos Olímpicos de Londres 1948.